# Beatriz Larrotcha Palma
Beatriz Larrotcha Palma (Jaén, 4 de septiembre de 1959-Madrid, 3 de diciembre de 2024) fue una diplomática española. Fue embajadora de España en Bélgica (2018-2022).

## Carrera diplomática
Tras licenciarse en Derecho, accedió a la carrera diplomática (1987).
Ha sido destinada a las representaciones diplomáticas de Argelia, Bélgica y Perú así como en la Representación Permanente de España ante la Unión Europea. Fue delegada del Ministerio de Asuntos Exteriores en el Comité Organizador Olímpico Barcelona 92, subdirectora general adjunta de Personal, subdirectora general de Asuntos Patrimoniales y asesora en la Inspección General de Servicios, en la Oficina de Información Diplomática y en la Dirección General de Españoles en el exterior y de Asuntos Consulares y Migratorios.
En 2012 fue nombrada directora del Gabinete del Secretario de Estado de Asuntos Exteriores. Ha sido secretaria general técnica (2016-2017) y subsecretaría en el Ministerio de Asuntos Exteriores (2017-2018).
En octubre de 2018 fue citada a declarar por un presunto delito de prevaricación, en relación con una querella que el también diplomático Miguel Ángel Vecino había presentado en los tribunales contra tres subsecretarios del Ministerio —Beatriz Larrotcha, Cristóbal González-Aller y Rafael Mendívil— por considerar que se le estaban negando injustamente puestos en el extranjero.
Su último destino fue como embajadora de España en Bélgica, cargo que desempeñó entre 2018 y 2022. Falleció en Madrid, a los 65 años de edad.